# Anže Kuralt
Anže Kuralt (* 31. Oktober 1991 in Kranj) ist ein slowenischer Eishockeyspieler, der seit 2018 bei Alba Volán Székesfehérvár in der Österreichischen Eishockey-Liga unter Vertrag steht.

## Karriere
Anže Kuralt stammt aus dem Nachwuchs des HK Triglav Kranj und durchlief dort alle Nachwuchsmannschaften. 2009 wechselte er zum EC Salzburg, mit dem er am Spielbetrieb der U20-Liga teilnahm und 2010 deren Meisterschaft gewann. Nach diesem Erfolg wurde er vom HK Jesenice aus der Österreichischen Eishockey-Liga verpflichtet, für den er in seiner Rookiesaison 10 Scorerpunkte in 51 Partien erzielte. Zudem wurde er auch in der slowenischen Meisterschaft eingesetzt, die sein Team am Ende der Saison gewann. In der folgenden Spielzeit war er ebenfalls in der EBEL aktiv und steigerte seine Punkteausbeute, nach Saisonende ging der Verein jedoch in die Insolvenz. Daher kehrte Kuralt zu seinem Heimatverein zurück, für den er in der neu gegründeten Inter-National-League aktiv war. Im Januar 2013 wechselte er zu den Herning Blue Fox  nach Dänemark, ehe er im August 2013 vom Image Club d’Épinal aus der Ligue Magnus verpflichtet wurde. Mit dem Team aus den Vogesen wurde er 2015 französischer Vizemeister. 2016 wechselte er zum Ligakonkurrenten Grenoble Métropole Hockey 38 und ein Jahr später zum HC Amiens Somme. Mit Grenoble wurde er 2017 französischer Pokalsieger. Seit 2018 spielt er beim ungarischen Alba Volán Székesfehérvár in der Österreichischen Eishockey-Liga.

### International
Im Juniorenbereich spielte Kuralt für Slowenien bei den U18-Weltmeisterschaften 2008 (Division I) und 2009 (Division II) sowie den U20-Weltmeisterschaften 2010 und 2011 (jeweils in der Division I).
Am 6. Januar 2014 wurde Kuralt für den Olympiakader der slowenischen Herren-Nationalmannschaft für die Olympischen Winterspiele in Sotschi nominiert, obwohl er zuvor noch keine internationale Turniererfahrung im Seniorenbereich gesammelt hatte. Auch wenn er bei den Winterspielen zu keinem Einsatz kam, wurde er auch für die Weltmeisterschaft 2014, bei der die Slowenen in der Division I spielten, nominiert. Im Spiel gegen Ungarn erzielte er mit dem Treffer zum 2:0-Endstand sein erstes WM-Tor. Auch 2016, 2018, 2019 und 2022 spielte er in der Division I. Nach dem 2016 erzielten Aufstieg spielte er bei der Weltmeisterschaft 2017 in der Top-Division. Zudem vertrat er seine Farben bei der Olympiaqualifikation für die Olympischen Winterspiele 2018 und den Spielen in Pyeongchang selbst und bei der Olympiaqualifikation für die Olympischen Winterspiele 2022. Außerdem spielte er im Mai 2021 beim Beat Covid-19 Ice Hockey Tournament, das der slowenische Verband als Ersatz für die ausgefallene Weltmeisterschaft der Division I mit sechs Nationalmannschaften veranstaltete und das er mit seinem Team gewann.

### Inlinehockey
2013 nahm Kuralt mit der slowenischen Inlinehockey-Nationalmannschaft an der Inlinehockey-Weltmeisterschaft in Dresden teil.

## Erfolge und Auszeichnungen
- 2010 Österreichischer U20-Meister mit dem EC Salzburg
- 2011 Slowenischer Meister mit dem HK Jesenice
- 2014 Aufstieg in die Top-Division bei der Weltmeisterschaft der Division I, Gruppe A
- 2016 Aufstieg in die Top-Division bei der Weltmeisterschaft der Division I, Gruppe A
- 2017 Gewinn des Coupe de France mit Grenoble Métropole Hockey 38
- 2021 Sieg beim Beat Covid-19 Ice Hockey Tournament
- 2022 Aufstieg in die Top-Division bei der Weltmeisterschaft der Division I, Gruppe A

## Karrierestatistik
(Legende zur Spielerstatistik: Sp oder GP = absolvierte Spiele; T oder G = erzielte Tore; V oder A = erzielte Assists; Pkt oder Pts = erzielte Scorerpunkte; SM oder PIM = erhaltene Strafminuten; +/− = Plus/Minus-Bilanz; PP = erzielte Überzahltore; SH = erzielte Unterzahltore; GW = erzielte Siegtore; 1 Play-downs/Relegation; Kursiv: Statistik nicht vollständig)